# Bayerisches Armeemuseum
Koordinaten: 48° 45′ 53,2″ N, 11° 25′ 48,7″ O
Das Bayerische Armeemuseum ist das militärhistorische Museum des Freistaats Bayern. Es wurde 1879 in München gegründet. Zu dieser Zeit hatte das 1871 dem Deutschen Reich beigetretene Bayern bedeutende Reservatrechte, darunter nach wie vor eine eigene Armee unter dem Oberbefehl seines Monarchen. Ein Teil des ehemaligen Münchner Museumsbaus bildet heute den Zentralbau der neuen Bayerischen Staatskanzlei. Das Museum befindet sich seit 1972 in Ingolstadt. Die Hauptsammlung ist im Neuen Schloss untergebracht, die 1994 eröffnete Dauerausstellung zum Ersten Weltkrieg im Reduit Tilly und das 2012 dem Armeemuseum eingegliederte Bayerische Polizeimuseum im Turm Triva. Unter der Leitung des Historikers Ansgar Reiß entwickelte sich die Einrichtung zu einem Lernort auf modernem museumspädagogischen Niveau.

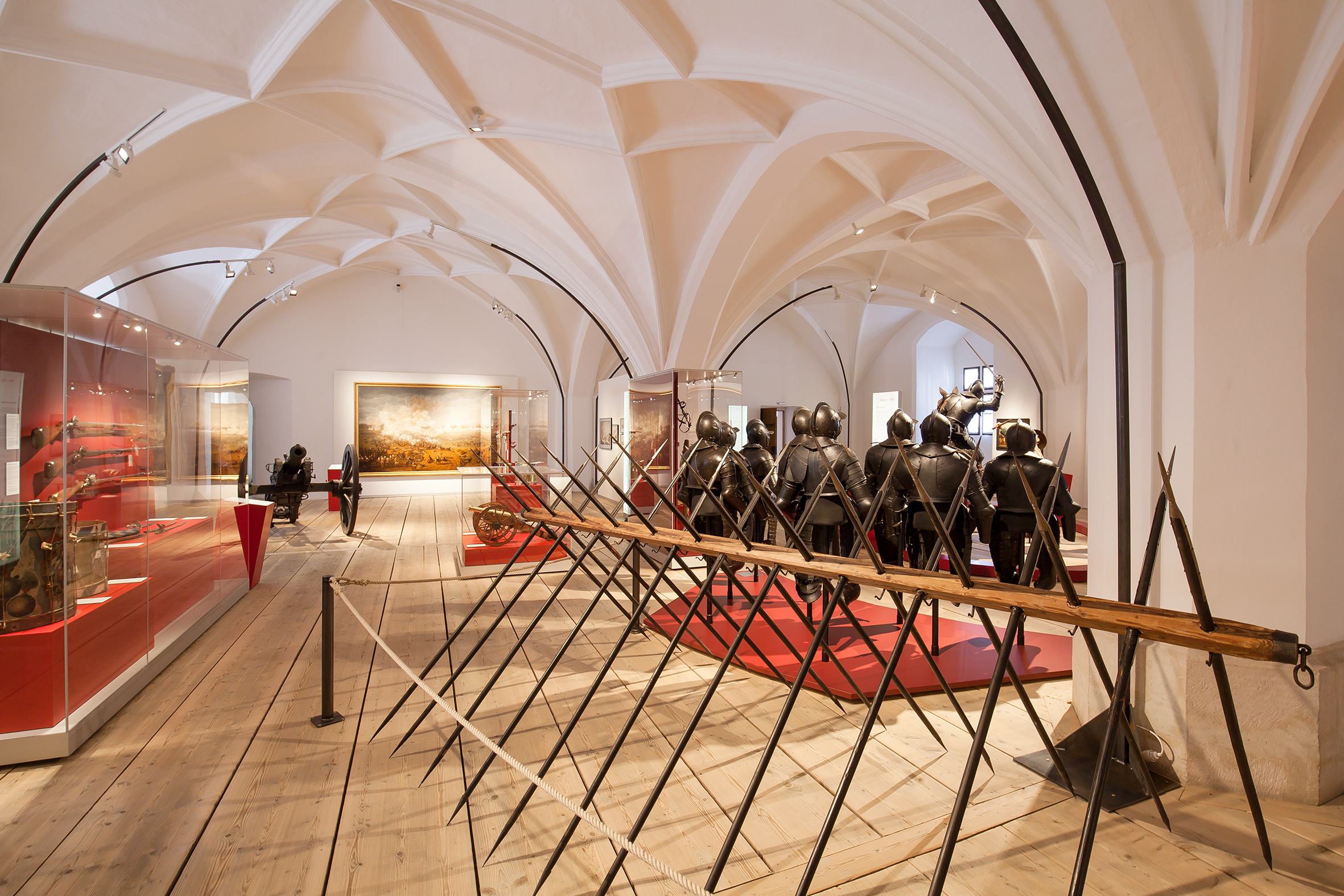
Blick in den Ausstellungsraum „Formen des Krieges 1600-1815“

## Geschichte

### Museum in München
Das Museum wurde von König Ludwig II. auf Anregung General Friedrich von Bothmers und des Kriegsministers Joseph Maximilian von Maillinger im Jahr 1879 gegründet. Es sollte die in ganz Bayern verstreuten Sammlungen zusammenfassen. Erster Direktor war Josef Würdinger (1822–1889). Bis 1905 befand es sich in München im Zeughaus der bayerischen Armee und zog dann nach fünfjähriger Bauzeit in einen nach Plänen von Ludwig von Mellinger neu errichteten Monumentalbau am Hofgarten in München um; an dieser Stelle hatte zuvor die Hofgartenkaserne gestanden.
Im Zweiten Weltkrieg wurde das Bauwerk teilweise zerstört. Die erhaltene Kuppel des alten Museumsbaus in München bildet heute den Zentralbau der neu errichteten Bayerischen Staatskanzlei.
Von 1946 bis 1969 war das Armeemuseum im Bayerischen Nationalmuseum in München untergebracht und wurde von Alexander von Reitzenstein geleitet.

### Museum in Ingolstadt

#### Leitung Peter Jaeckel (1972–1979)
Die Sammlung zur Militärgeschichte gelangte 1969 in das Neue Schloss in Ingolstadt. Die Stadt war Sitz der Herzöge von Bayern-Ingolstadt gewesen und wies als ehemalige bayerische Hauptlandesfestung eine reiche militärische Tradition und zahlreiche Bezüge zur Bayerischen Armee auf. 1972 wurde das Museum unter Leitung des Archäologen Peter Jaeckel eröffnet. Die damals konzipierte und eingerichtete Dauerausstellung hatte unverändert bis 2014 Bestand.

#### Leitung Ernst Aichner (1979–2010)
1979 wurde Ernst Aichner Museumsleiter und erweiterte die Sammlungen des Museums erheblich. Besonderes Augenmerk legte er auf den Ersten Weltkrieg und auf die bayerische Militärmalerei wie z. B. durch Künstler wie Anton Hoffmann oder Louis Braun. Auch eher unbekannte Künstler, die das Geschehen der bayerischen und europäischen Militärgeschichte malerisch verewigt haben, wurden von Aichner gesammelt und stellen heute einen wichtigen Bestand des Museums dar.
Die Ausstellung zum Ersten Weltkrieg wurde im Dezember 1994 im Reduit Tilly eröffnet. Für diese Ausstellung wurde auch ein bereits 1988 vom bayerischen Landtag beschlossenes museumspädagogisches Konzept umgesetzt, während dies für die Hauptausstellung erst mit der Neuordnung nach der Landesausstellung von 2015 realisiert wurde. Das Reduit Tilly entwickelte sich in den letzten Jahren zu einem der wenigen Spezialmuseen des Ersten Weltkrieges. Nicht zuletzt da in ihm die Kriegswirklichkeit physisch begreifbar gemacht wird, fand es allgemein Anerkennung. Zum 100. Jahrestag des Kriegsbeginns steigerte sich nicht nur das Publikumsinteresse, auch die Ausleihen von Exponaten an andere Museen nahm deutlich zu.
Zusätzlich wurde im Jahr 2007 die polizeigeschichtliche Sammlung der Bayerischen Polizei aus Bamberg in das Armeemuseum überführt. Sie enthält Historisches über die bayerische Gendarmerie, die bayerische Polizei während der Zeit des Nationalsozialismus und allgemein die Entwicklung der Gemeinde- und Stadtpolizei sowie der Landes-, Wasserschutz-, Grenz- und Bereitschaftspolizei. Unter dem organisatorischen Dach des Armeemuseums wurde die Sammlung als eigenes Bayerisches Polizeimuseum erst nach mehrjähriger Verzögerung am 19. Dezember 2011 mit einem unter dem neuen Leiter Ansgar Reiß erarbeiteten Konzept eröffnet. Das Polizeimuseum ist im Turm Triva in unmittelbarer Nachbarschaft zum Reduit Tilly untergebracht.

#### Leitung von Ansgar Reiß

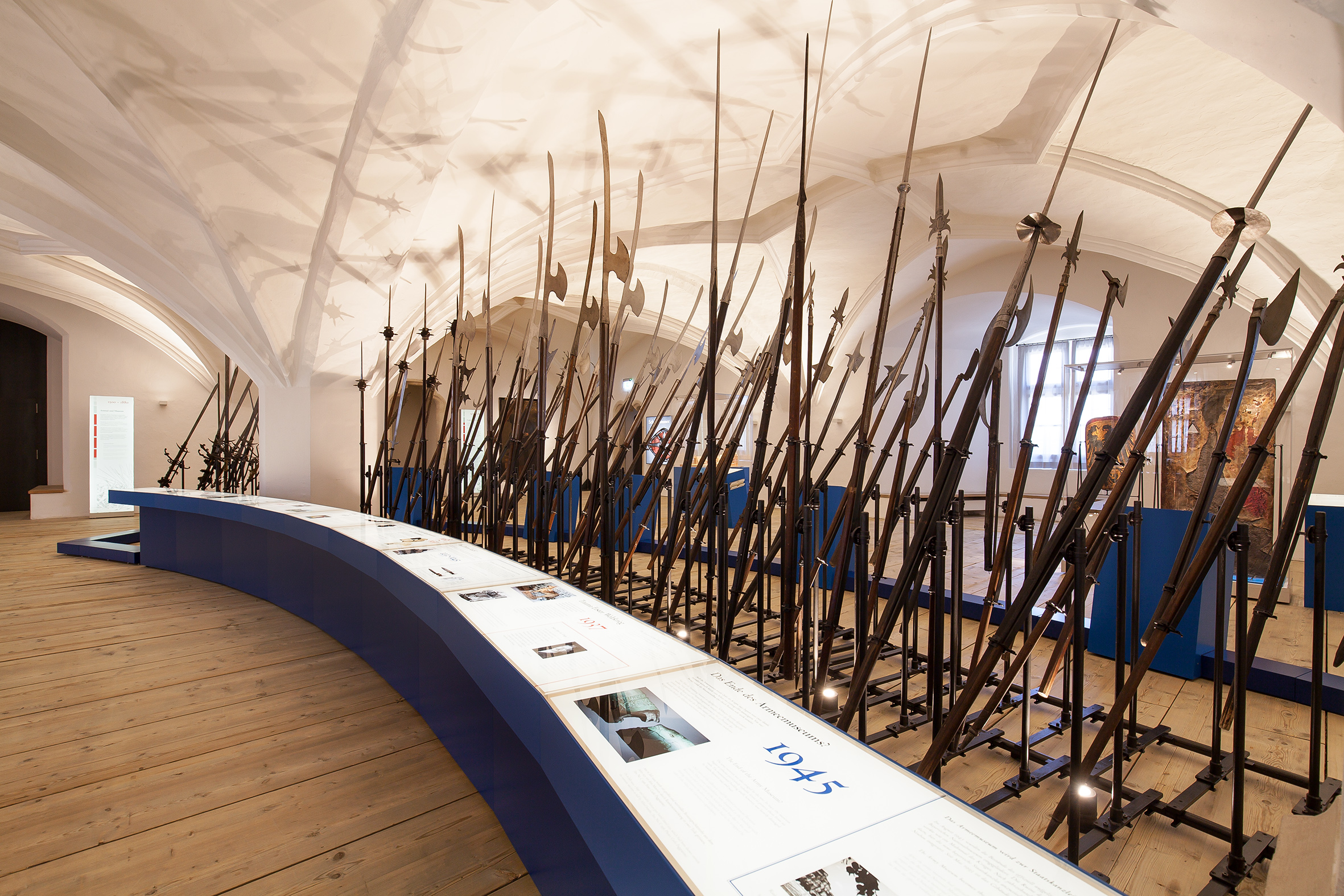
Inszenierung mit Stangenwaffen im Erdgeschoss des Neuen Schlosses

Am 1. Februar 2010 trat Ansgar Reiß den Posten als neuer Museumsleiter an. Im Jahr 2014 legte das Museum einen Schwerpunkt auf das Gedenkjahr 100 Jahre Erster Weltkrieg. Eine Vielzahl von Sonderausstellungen, Veranstaltungen und Publikationen griff dieses besondere Jahr auf und bescherte dem Museum einen großen Zuwachs an Besuchern.
Das Museum sieht heute seine Aufgabe in der „kritische[n] und historisch genaue[n] Reflexion von Militär und kriegerischer Gewalt in der Geschichte und ihrer Auswirkungen auf Mensch, Gesellschaft und Staat“. Nicht zuletzt durch die Veröffentlichung zweier Jahresberichte für die Jahre 2010 bis 2014 bzw. 2015 bis 2019 legt das Museum sich und der Öffentlichkeit hierüber Rechenschaft ab.

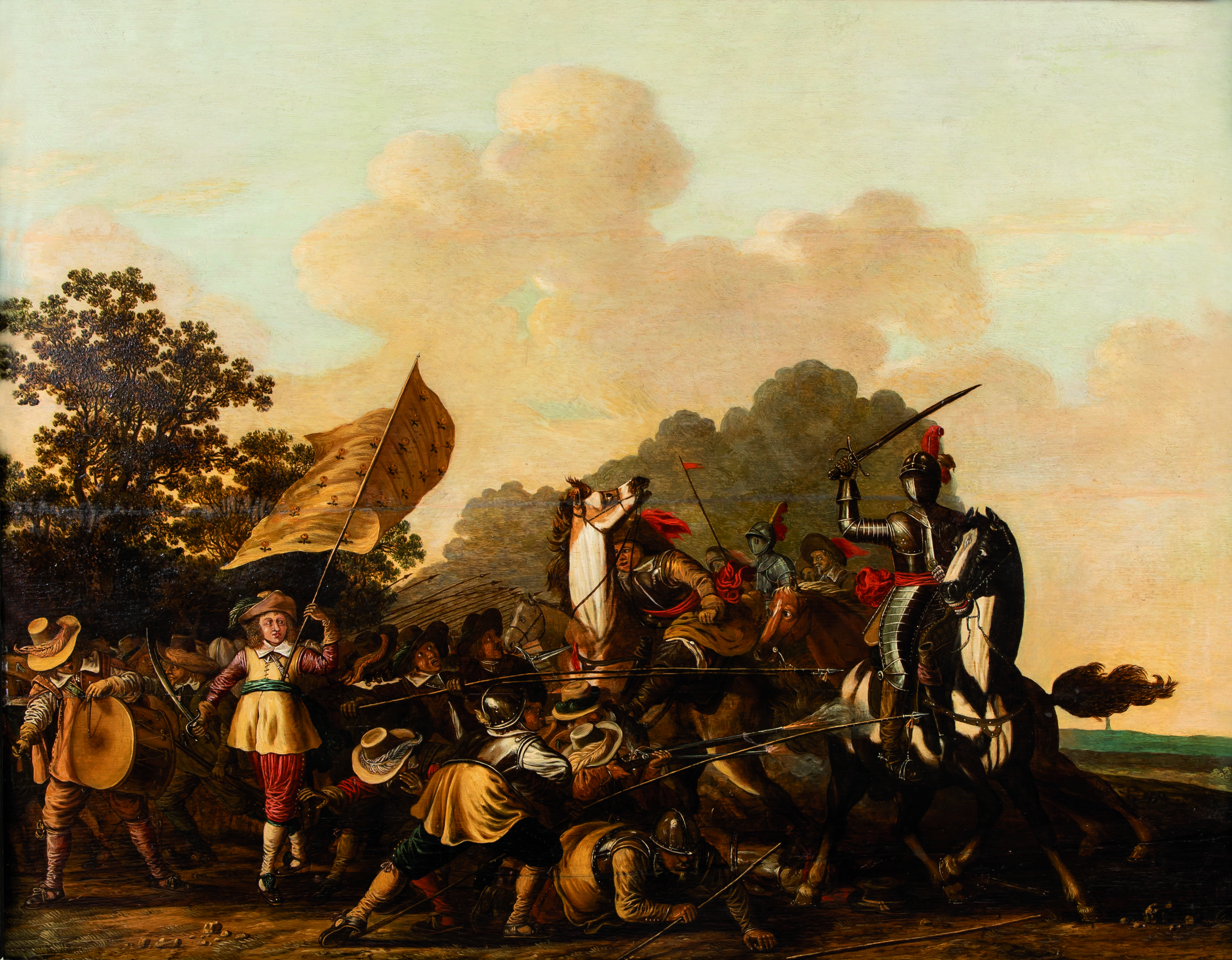
Gefecht im Dreißigjährigen Krieg (Gemälde von Jan Martszen de Jonge vor 1647)

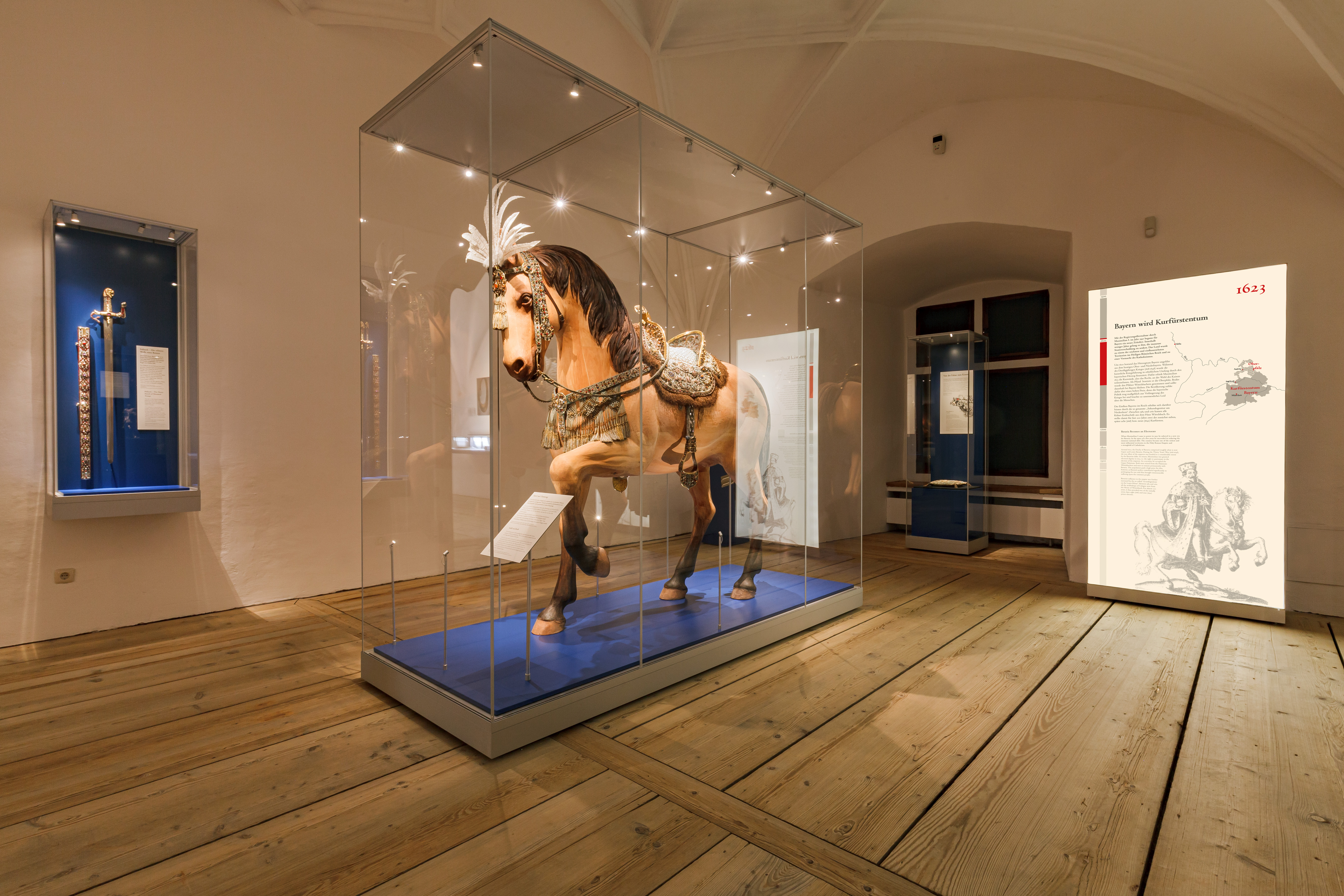
Prunkvolle Reitgarnitur für Maximilian I. von Bayern (um 1620)

Vom 30. April bis zum 31. Oktober 2015 fand im Neuen Schloss die Bayerische Landesausstellung Napoleon und Bayern statt, die mit fast 150.000 Besuchern sehr erfolgreich war. Dafür wurde die bisherige Dauerausstellung ab- und das Museum barrierefrei ausgebaut. Nach dem Ende der Landesausstellung bezieht das Armeemuseum mit einer neu gestalteten Ausstellung sukzessive die gleichen Räumlichkeiten wieder. Dabei werden auch Objekte gezeigt werden, die bislang kaum oder noch nie in einer Ausstellung des Armeemuseums präsentiert wurden. Besonders ein modernes Konzept soll dabei die Ausstellungsstücke dem Besucher besser erklären und in einen klarer nachvollziehbaren historischen Zusammenhang stellen, als das bislang der Fall war. Ein erster Abschnitt wurde am 3. Juni 2019 eröffnet. Seit April 2021 ist auch das berühmte Zelt des Großwesirs Sari Süleiman Pasha, das als „Türkenzelt“ bezeichnet wurde, wieder zu sehen.
Ende 2017 legte das Museum mit dem Band „The Bavarian Army Museum. A Selection of Baroque and Renaissance Arms and Armour“ erstmals einen in Fachkreisen vielbeachteten Sammlungskatalog zur alten Sammlung des Museums vor.
Am 7. September 2018 wurden mit der Sonderausstellung „Im Visier des Fotografen. Alte Waffen in neuem Licht“ und der Eröffnung des neuen Museumseinganges zwei wichtige Projekte zur Erneuerung der Ausstellung im Neuen Schloss vollzogen. Wesentliche Räume des neuen Schlosses sind nunmehr wieder zugänglich, das Museum ist barrierefrei erschlossen und verfügt über einen modernen Eingangsbereich.
Die Ausstellung „Friedensbeginn? Bayern 1918-1923“ im Museum des Ersten Weltkriegs ist die umfangreichste Schau zum 100-jährigen Bestehen des Freistaats.

## Einrichtungen und Veranstaltungen

### Dauerausstellungen
Das Museum besteht heute aus drei Häusern:

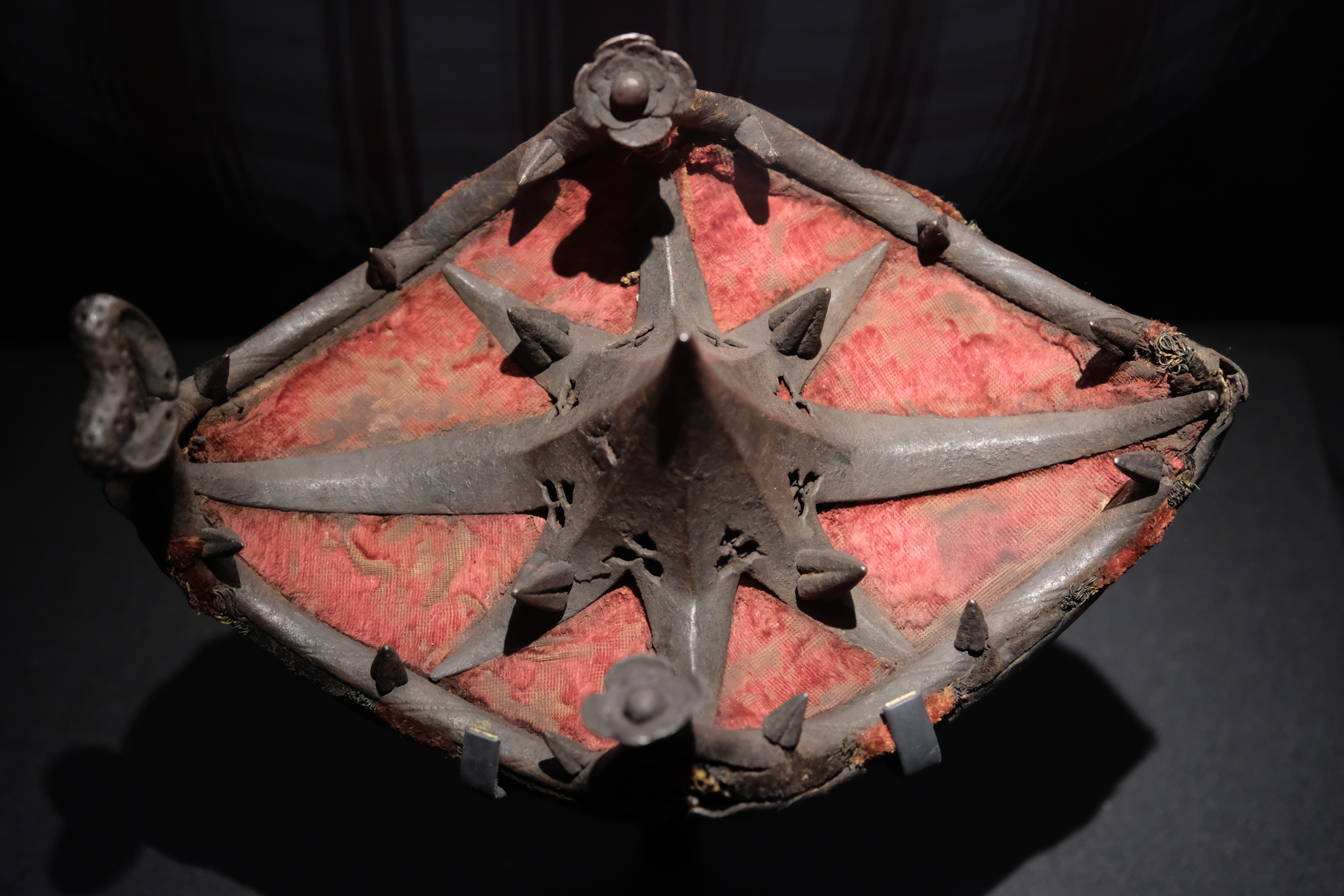
Buckler (ein kleiner Faustschild) aus der Schatzkammer

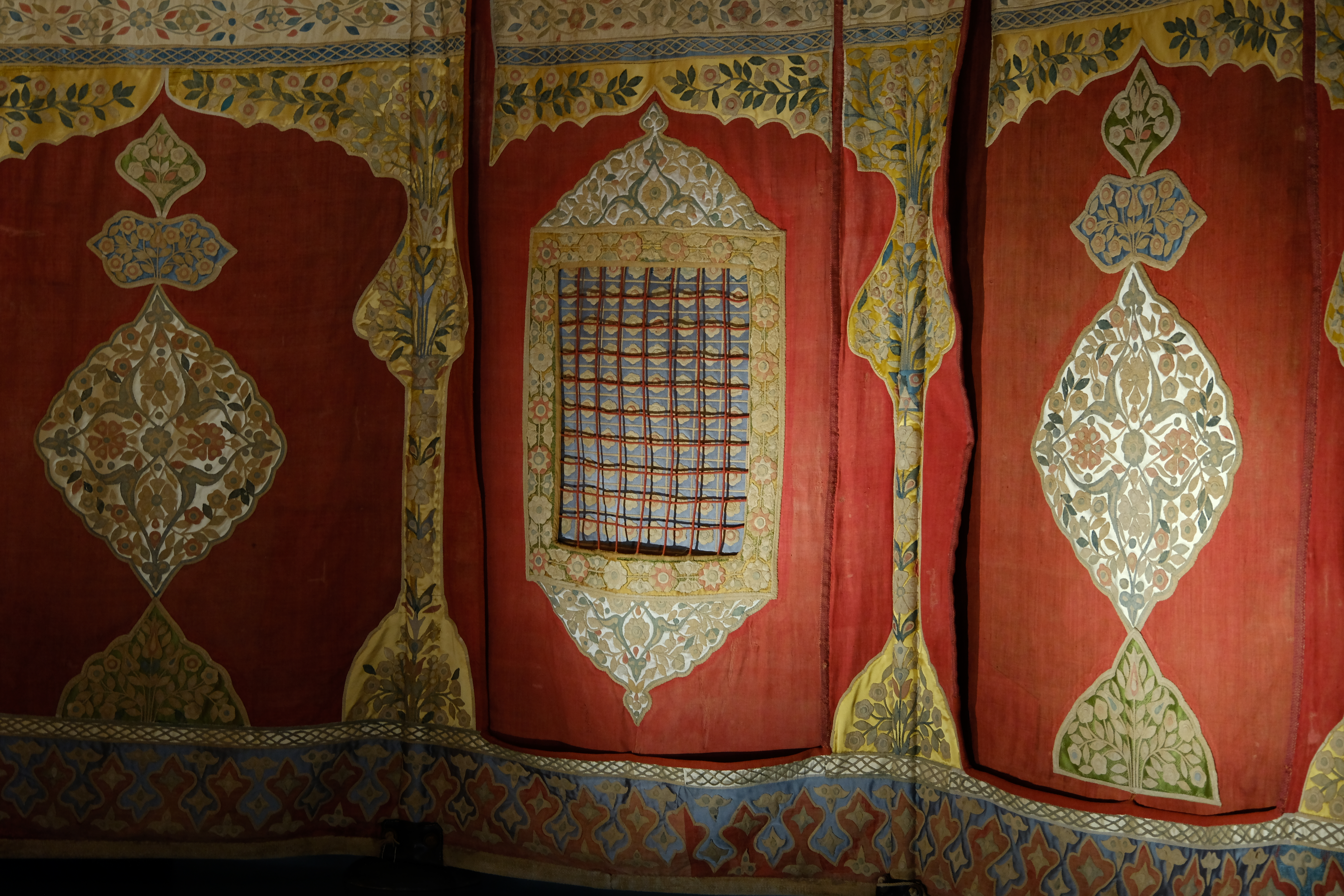
Das Zelt des Großwesirs

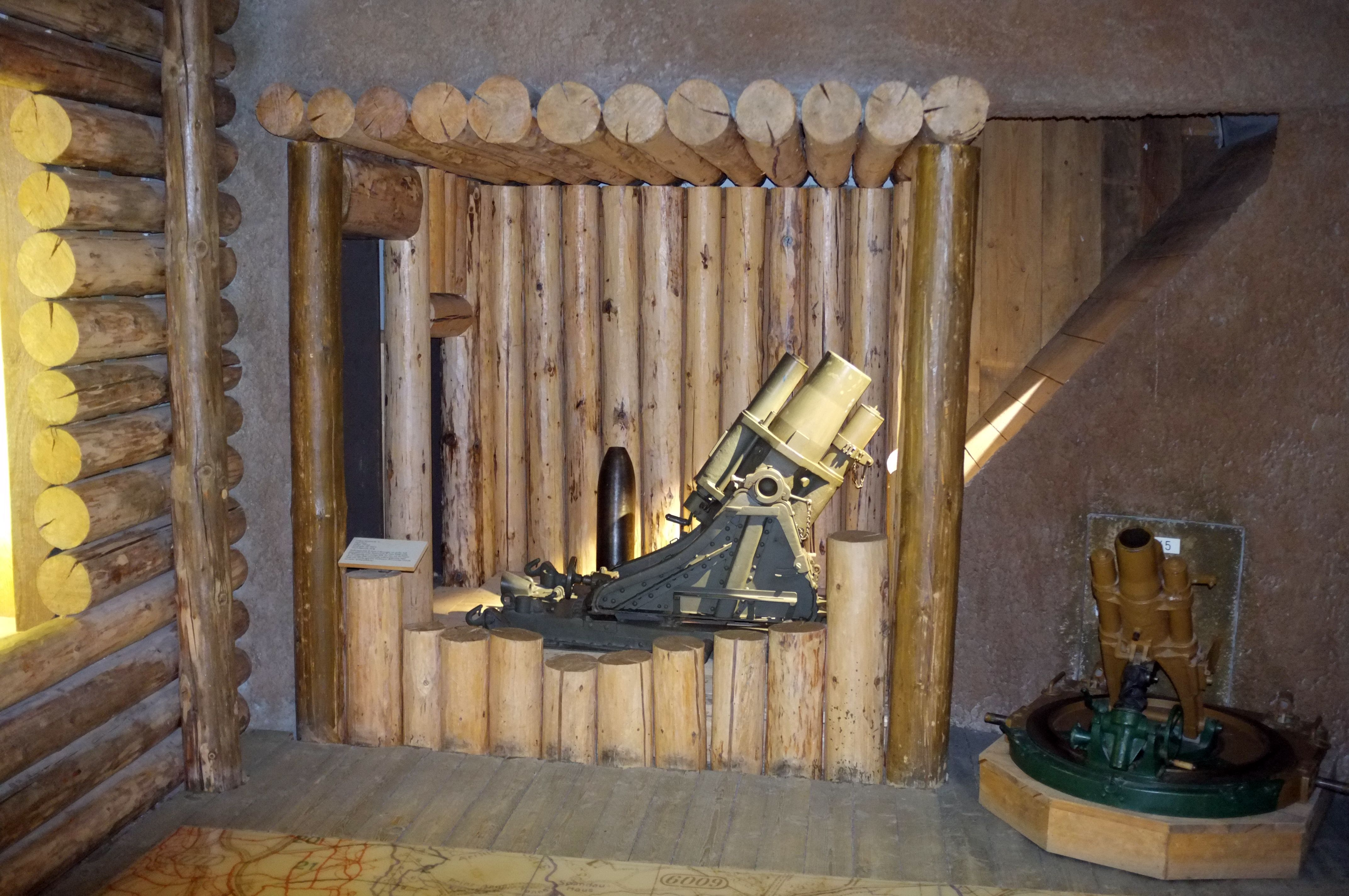
Nachbildung einer Stellung im Ersten Weltkrieg im Reduit Tilly

- Das Haupthaus im Neuen Schloss widmet sich in seiner neuen Dauerausstellung (seit Juni 2019) dem Thema „Formen des Krieges 1600-1815“.[11] Im Erdgeschoss des Neuen Schlosses zeigt das Museum neben einer Schatzkammer mit seltenen Objekten seiner Sammlung[12] (u. a. die Kleidung eines europäischen Konquistadors) eine große Inszenierung mit Stangenwaffen. In der Dürnitz erfährt der Besucher viel über die wechselvolle Geschichte des Museums. Von den Ursprüngen in den bayerischen Zeughäusern bis zum Aufbau der neuen Dauerausstellung reicht die Bandbreite dieses mit dem Titel „Arsenal und Museum“ überschriebenen Raumes. Im Obergeschoss zeigt der große Raum „Die Schlacht“ Waffen, Ausrüstungsgegenstände und Gemälde einer kriegerischen Epoche, die den Zeitraum von 1600 bis 1815 umfasst. Die Besucher erwartet neben einer Inszenierung einer Schlachtszene aus dem Dreißigjährigen Krieg auch Funde aus einem Massengrab aus der Schlacht bei Alerheim (1645). Sie zeugen von Leid und Tod der Männer, die hier kämpften und starben.  Der Turmraum „Die Belagerung“ führt vor Augen, dass große Schlachten weit weniger häufiger waren als Belagerungen. Hier findet man neben einem Planungsmodell der Festung Ingolstadt aus dem Jahr 1566 auch die wohl älteste Schubkarre Europas (1537), die bei Ausgrabungen direkt neben dem Schloss gefunden wurden. Zwei Schützenhauben von Marodeuren, die wohl von Bauern erschlagen wurden, veranschaulichen die Brutalität dieses Kriegsalltags abseits von Festungen und Schlachtfeldern. Im 1. Obergeschoss ist seit 2021 wieder das Zelt des Großwesirs Sarı Süleyman Pascha zu sehen (Ausstellungstitel „Das Zelt des Großwesirs“). Dieses Zelt wurde 1687 in der Schlacht bei Mohács erbeutet und dem daran beteiligten bayerischen Kurfürsten Max Emanuel als Beute zugesprochen.

Seit Juli 2022 präsentiert das Museum eine prunkvolle Reitgarnitur des Kurfürsten Maximilian I. von Bayern, die um 1620 entstanden ist. Erstmals seit über 300 Jahren ist das prachtvolle Ensemble aus Sattel, Satteldecke, Zaumzeug und Pallasch wieder zusammen zu sehen. Es bildet das Zentrum des Saales „Bayern wird Kurfürstentum“.
- Im Reduit Tilly befindet sich heute das Museum des Ersten Weltkriegs, eine der größten ständigen Ausstellung zum Ersten Weltkrieg in Europa. Das Haus zeigt neben seiner Dauerausstellung mit 1500 m² im Obergeschoss diverse Sonderausstellungen im Erdgeschoss des Festungsbaus, die sich mit dem Thema Erster Weltkrieg beschäftigen.
- Der Turm Triva beherbergt das Bayerische Polizeimuseum, das eine Abteilung des Armeemuseums darstellt, jedoch aufgrund seiner Thematik als Museum bezeichnet wird. Hier findet der Besucher auf über 600 m² einen Überblick über die Geschichte der bayerischen Polizei von den Wirren der Revolution 1918/19 bis zu den Kämpfen um die atomare Wiederaufarbeitungsanlage Wackersdorf.

Darüber hinaus verwahrt das Museum in seinen Depots einen umfangreichen Bestand an Gemälden, Graphiken, Musikinstrumenten, Fahrzeugen, Modellen, Spielzeugen, Zinnfiguren, Fotoalben, Tagebüchern, Archivalien und vieles mehr, das auch der wissenschaftlichen Forschung zur Verfügung gestellt wird.

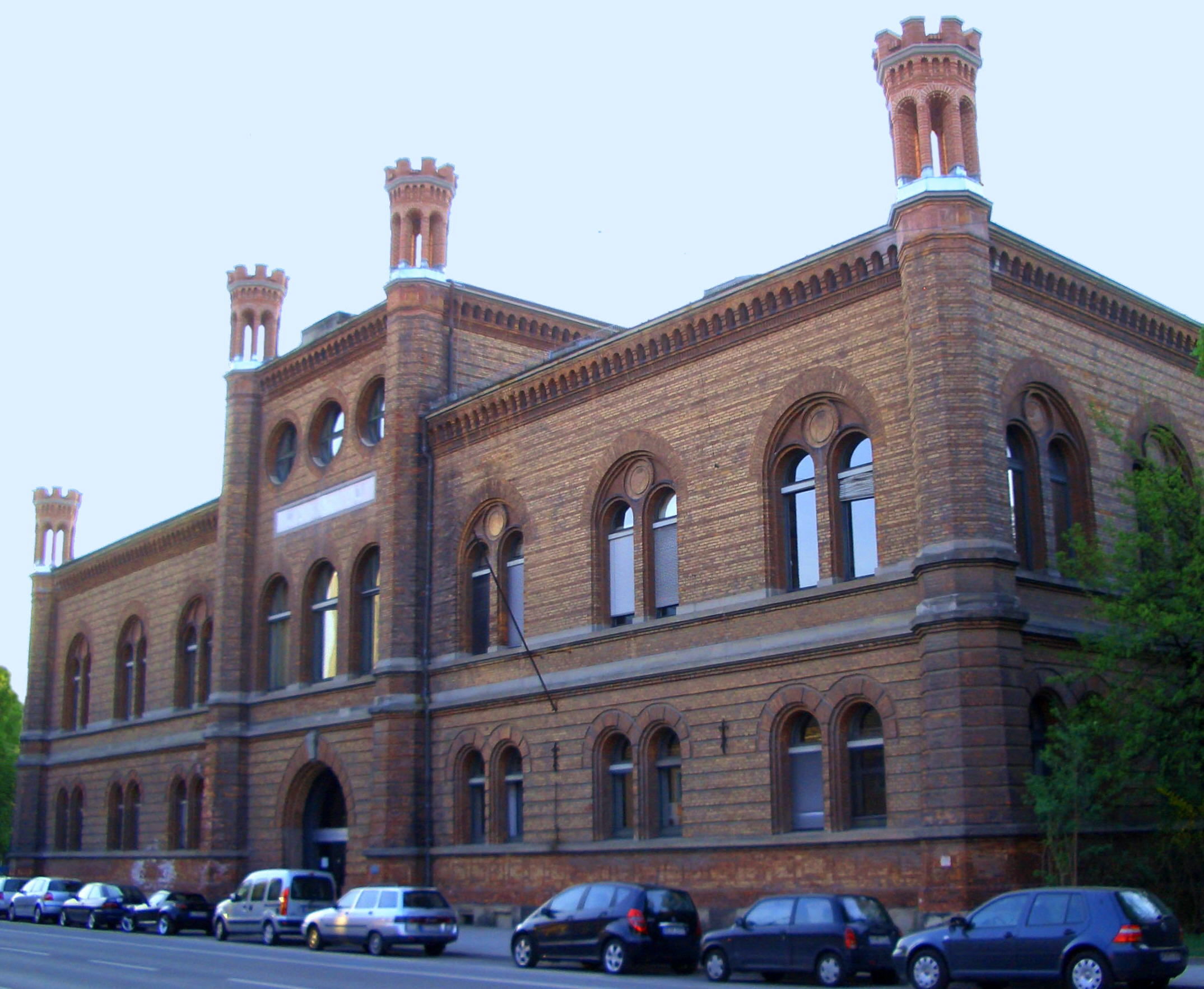
Zeughaus München (Museumssitz 1879 bis 1905)
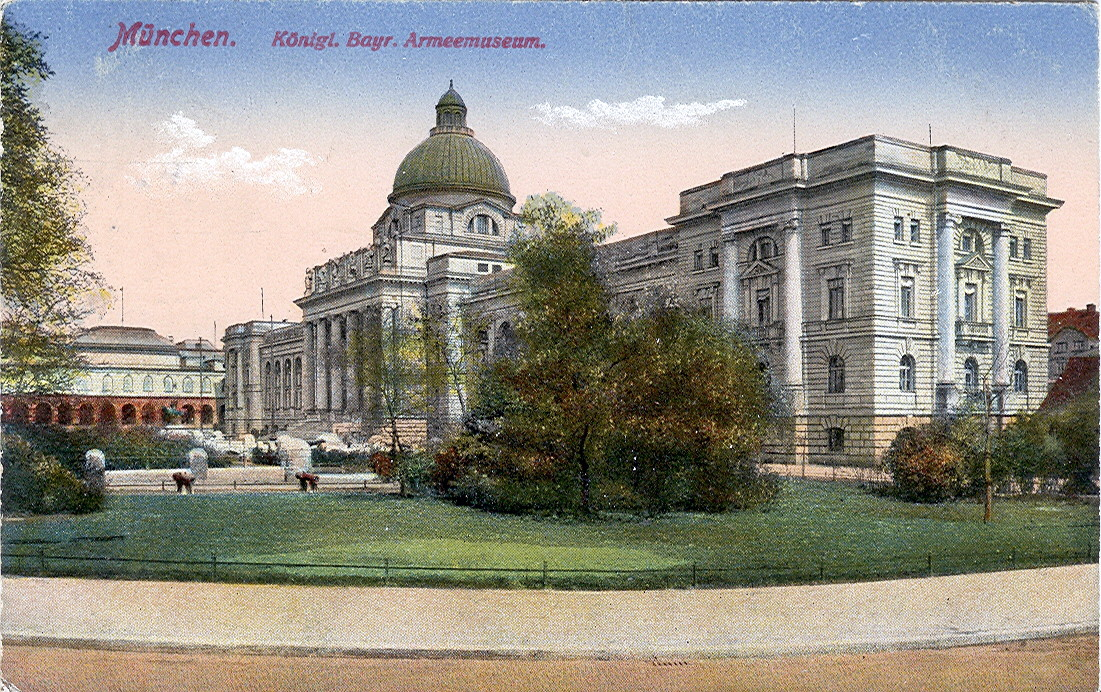
Münchner Armeemuseum (1905 bis 1945)
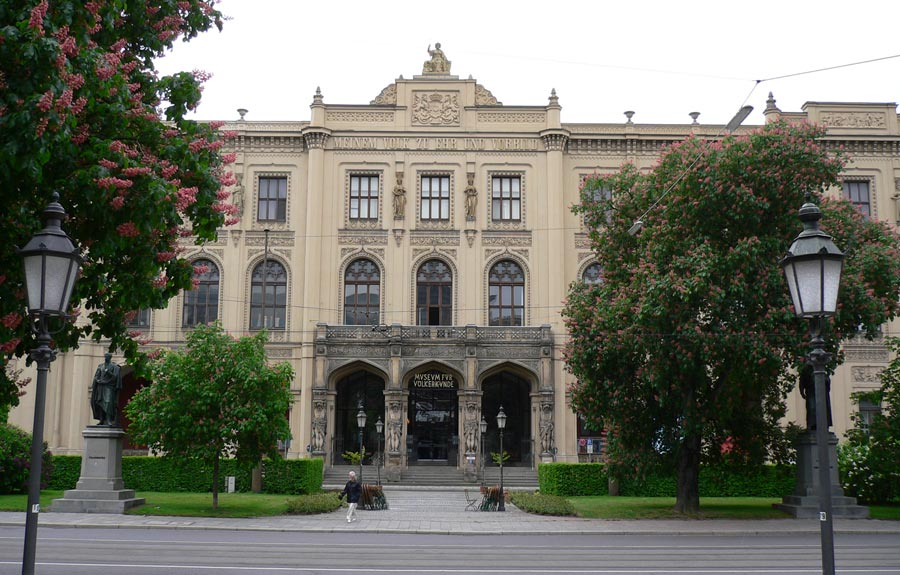
Staatliches Museum für Völkerkunde, Heimat des Armeemuseums von 1946 bis 1969
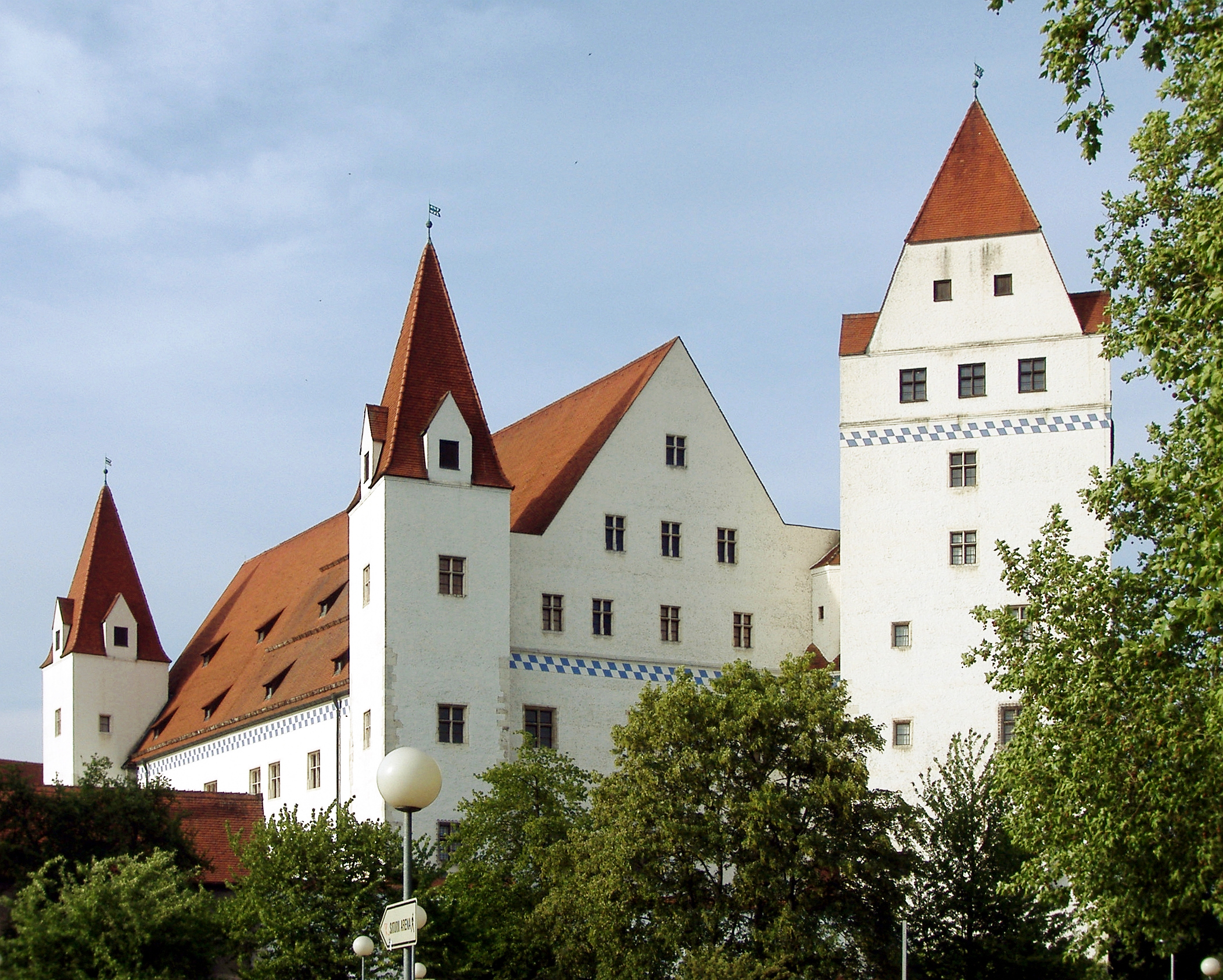
Neues Schloss in Ingolstadt, seit 1972 Sitz des Armeemuseums
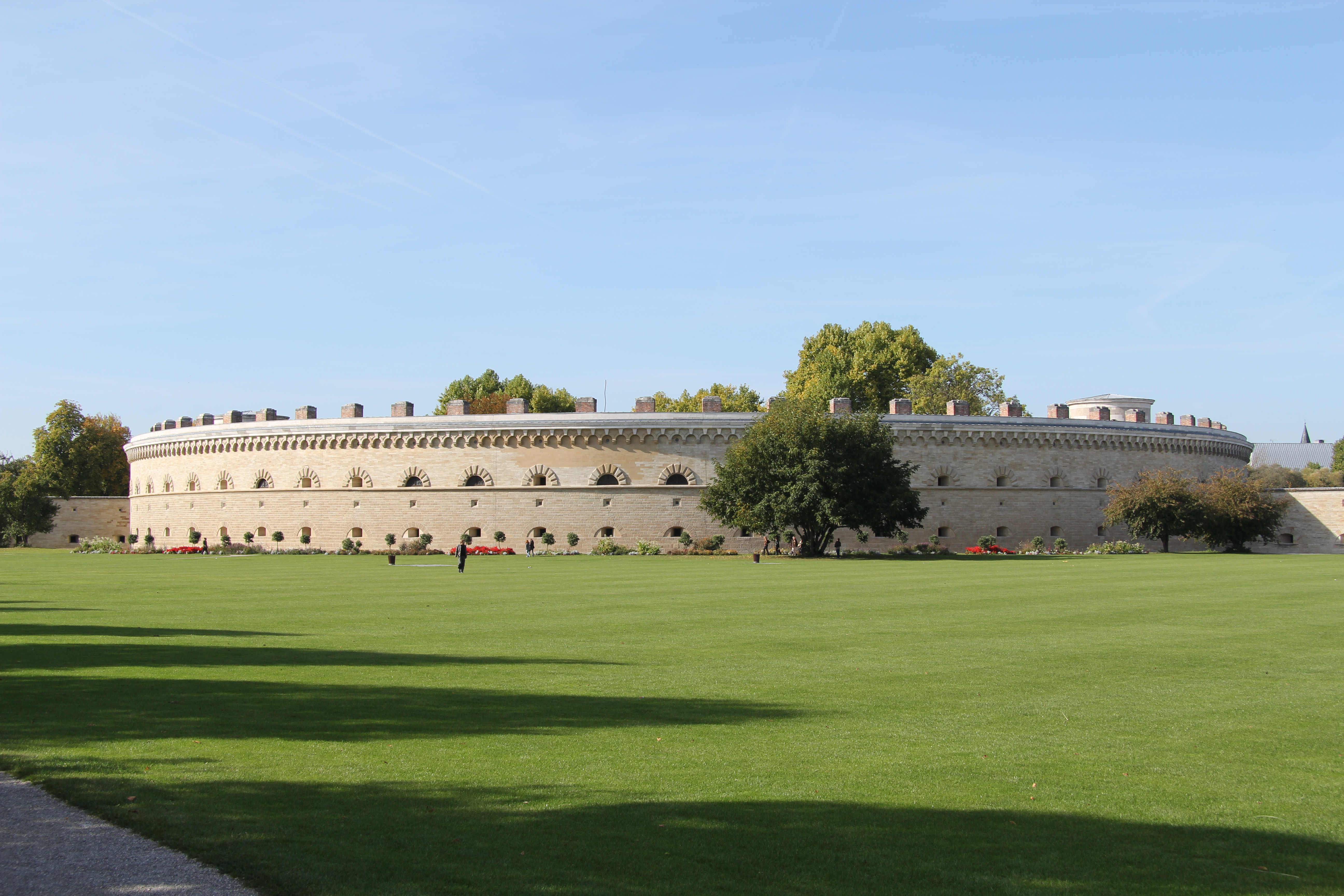
Museum des Ersten Weltkriegs im Reduit Tilly mit der 1994 eröffneten Dauerausstellung zum Ersten Weltkrieg
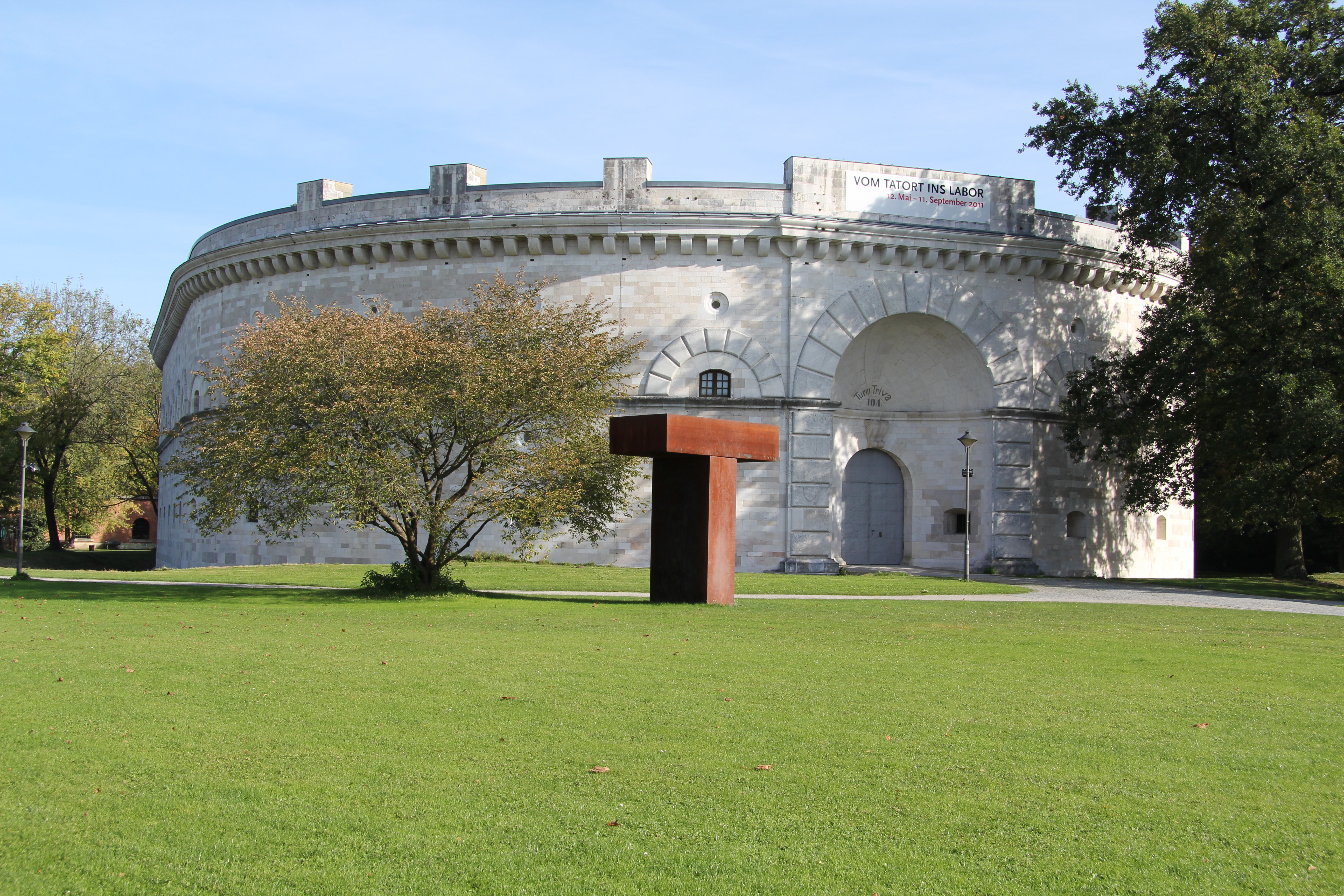
Turm Triva mit dem seit 2012 ins Armeemuseum integrierten Bayerischen Polizeimuseum

### Bayerische Armeebibliothek
Die Bestände der 1822 als Hauptkonservatorium der Armee in München errichteten Bayerischen Armeebibliothek wurden bei Ende des Zweiten Weltkrieges größtenteils von den US-Streitkräften beschlagnahmt und 1962 zurückgegeben. Bis 1984/85 wurden sie von der Bundeswehr verwaltet, dann wurde die Bayerische Armeebibliothek als Teil des Armeemuseums wiedergegründet und bezog Räume in der ehemaligen Heeresbäckerei in der Ingolstädter Innenstadt.

### Sonderausstellungen
Auswahl ab 2010:
- 2010: Auf Sand gebaut – Der Atlantikwall (Fotografien von Gerd Treffer)
- 2010: Andenken an die Militärzeit

- 2011: Der Kampf um die Bürgerrechte. Afroamerikanische GIs und Deutschland
- 2011: Vom Tatort ins Labor. Rechtsmediziner decken auf
- 2011: „Was damals Recht war ...“ Soldaten und Zivilisten vor Gerichten der Wehrmacht
- 2011: Die etwas andere Schule. Fotoausstellung der Pionierschule und Fachschule des Heeres für Bautechnik

- 2012: Ordnung und Vernichtung. Die Polizei im NS-Staat[13]
- 2012: Schein und Sein. Holzskulpturen von Andreas Kuhnlein[14]
- 2012: Götterdämmerung. König Ludwig II.[15]
- 2012: (Un-) „Frohe Weihnacht´!“ Weihnachtskarten aus dem Ersten und Zweiten Weltkrieg

- 2013: Aufstand des Gewissens. Militärischer Widerstand gegen Hitler und das NS-Regime 1933–1945
- 2013: Jo Röttger. Landscapes & Memory[16]
- 2013: Wanted. „Steckbrief, Fahndungsplakat, Phantomzeichnung“ von der Antike bis zum Beginn des Digitalen Zeitalters[17]
- 2013: Apokalyptik als Widerstand. Sammlung Tom Biber[18]

- 2014: Who cares. Geschichte und Alltag der Krankenpflege[19]
- 2014: „Ihr könnt Euch keine Vorstellung von diesem Schrecken machen und niemand, der’s nicht mitgemacht.“ (Feldpostbrief eines Infanteristen)[20]
- 2014: „Dieser Stellungs- und Festungskrieg ist fürchterlich“. Kriegsbeginn 1914[21]
- 2014: Im Maschinenraum des Krieges. Ingolstadt 1914–1918[22]
- 2014: Die Alpen im Krieg – Krieg in den Alpen. Die Anfänge der deutschen Gebirgstruppe 1915

- 2015: Der Große Krieg im Kleinformat. Graphik- und Medaillenkunst zum Ersten Weltkrieg[23]
- 2015: European Tribal Wars[24]
- 2015: Bayerische Landesausstellung „Napoleon und Bayern“[25]
- 2016: Nord gegen Süd. Der Deutsche Krieg 1866[17]
- 2016: Mythos Hinterkaifeck. Auf den Spuren eines Verbrechens[17]
- 2016: André Butzer: ...und sah den Frieden des Himmels"[17]
- 2017: Verheizt – vergöttert – verführt. Die deutsche Gebirgstruppe 1915 bis 1939[26]
- 2018: Im Visier des Fotografen. Alte Waffen in neuem Licht[27]
- 2018: Friedensbeginn? Bayern 1918–1923[28]
- 2021: Soldatenbilder 1650–1820. Gemälde aus dem Depot des Bayerischen Armeemuseums[28]
- 2022: Donbas. Krieg in Europa[29]
- 2023: Geschichte des Zeughauses am Neuen Schloss[30]

## Wissenschaftliche Mitarbeiter
Wissenschaftliche Mitarbeiter des Museums sind:
- Ansgar Reiß, Museumsdirektor
- Tobias Schönauer, Oberkonservator (Stellvertreter des Direktors)
- Daniel Hohrath, Kurator
- Priscilla Pfannmüller, Kuratorin
- Oliver Stein, Kurator

In den 1970er Jahren arbeitete mit Rotraud Wrede eine ausgewiesene Expertin für Uniformkunde am Museum. Von 1979 bis 2011 war Jürgen Kraus Konservator bzw. Hauptkonservator am Museum. Von 1991 bis 2023 war Dieter Storz als Hauptkonservator für Schusswaffen am Museum tätig. Frank Wernitz betreute von 2016 bis 2023 die Ordenssammlung und die moderne Uniformsammlung des Museums.

## Freundeskreis
Seit Jahrzehnten begleitet die Geschicke des Museums der „Verein der Freunde des Bayerischen Armeemuseums“ mit Sitz in München. Neben diversen Vertretern von bayerischem Hochadel und Offizierskorps zählte 1967 auch Museumsleiter Ernst Aichner als Student zu den Gründungsmitgliedern.
Vorsitzender war von 1989 bis 2016 der ehemalige CSU-Landtagsabgeordnete und langjährige Leiter Außenbeziehungen von Eurocopter, Manfred Dumann. Nachdem das seit 2009 unter FDP-Führung stehende Bayerische Wissenschaftsministerium ohne Beteiligung des Freundeskreises für Aichner einen Nachfolger auswählte, zeigten sich führende Mitglieder des Freundeskreises wie Ingolstadts Zweiter Bürgermeister Albert Wittmann (CSU) zunächst irritiert und wollten eine FDP-Intrige gegen Horst Seehofer nicht ausschließen. Nachdem sich der Kontakt zwischen Dumann und dem neuen Museumsleiter zwischenzeitlich normalisiert hatte, sorgte die Sonderausstellung zur NS-Militärjustiz und ihren Opfern für einen Tiefpunkt der Beziehungen. Dumann kritisierte unter Berufung auf seinen Status als Sohn eines gefallenen Wehrmachtssoldaten eine „pauschale Diffamierung“ der Juristen und „Voreingenommenheit“ der Ausstellungsmacher, was Reiß zur Feststellung veranlasste, dass das Museum „kein Sanatorium für gekränkte Wehrmachtsseelen“ sei. Durch eine Satzungsänderung wurden die Grundlagen der weiteren Zusammenarbeit zwischen Museum und Freundeskreis neu geregelt und die Zuständigkeiten klarer gezogen. Neu berufen wurde ein Kuratorium für den Verein unter der Leitung von Prinz Wolfgang von Bayern.
Im August 2016 gab Dumann altersbedingt den Vorsitz ab. Neuer Vorsitzender wurde Ernst Aichner, der ehemalige Direktor des Armeemuseums. Dem Vorstand gehören unter anderem Bürgermeister Albert Wittmann sowie die Abgeordneten Robert Brannekämper und Reinhard Brandl (jeweils CSU).
Am 7. Oktober 2017 wurde im Donaukurier ein Artikel veröffentlicht, in dem auf revisionistische und rechtslastige Texte auf der Internetseite des Vereins der Freunde hingewiesen wurde. Museumsdirektor Reiß wies auf Nachfrage durch die Zeitung darauf hin, dass er Aichner bereits im Juli brieflich auf diesen „offensichtlichen Missstand“ hingewiesen und den Verein aufgefordert habe, die Texte zu löschen. Als dies nicht geschah, ging der Museumsleiter „öffentlich auf Distanz zum Verein“ und kritisierte „die Veröffentlichung dieser „rechtslastigen Texte“ heftig“. Sämtliche Links zum Verein wurden von der Homepage des Museums entfernt. Aichner selbst gab an, er habe nach dem Hinweis durch Reiß den Administrator der Vereinswebsite angewiesen, die Texte, die im Übrigen von ihm nicht abgesegnet gewesen seien, aus dem Netz zu entfernen. Danach habe er angenommen, die Sache sei erledigt. Tatsächlich waren aber nur die Links auf die Texte entfernt worden, der direkte Zugriff war jedoch weiterhin möglich. Inzwischen ist dem Administrator laut Aichner der Zugriff auf die Vereinswebsite entzogen worden.
Seit 2018 ist Robert Brannekämper Vorsitzender des Vorstands.